# Bolbaffer mozambiquensis
Bolbaffer mozambiquensis es una especie de coleóptero de la familia Geotrupidae.

## Distribución geográfica
Habita en Mozambique.